# Кнубрь
Кнубрь — река в Орловском районе Орловской области, правый приток реки Ока. Исток реки расположен в деревне Малое Рыжково, на отметке высоты 240, течёт в северном направлении, впадает в Оку у деревни Кнубрь, в 1411 км от устья Оки, на высоте 152 м. Длина реки составляет 17 км, площадь водосборного бассейна — 61,7 км².

## Данные водного реестра
По данным государственного водного реестра России относится к Окскому бассейновому округу, водохозяйственный участок реки — Ока от истока до города Орёл, речной подбассейн реки — бассейны притоков Оки до впадения Мокши. Речной бассейн реки — Ока.
Код объекта в государственном водном реестре — 09010100112110000017791.